# Parafia Nawiedzenia Najświętszej Maryi Panny w Rąpinie
Parafia Nawiedzenia Najświętszej Maryi Panny w Rąpinie – parafia rzymskokatolicka we wsi Rąpin, należąca do dekanatu Drezdenko diecezji zielonogórsko-gorzowskiej, metropolii szczecińsko-kamieńskiej. 
Została erygowana 25 marca 1994. Obsługiwana przez kanoników laterańskich.

## Zasięg parafii
Do parafii należą wierni z miejscowości:  Grotów,  Lubiatów, Rąpin.